# Олія як паливо
Рослинна олія є альтернативним паливом для дизельних двигунів і печей для топкового мазуту. Для двигунів, призначених для спалювання дизельного пального, в'язкість олії повинна бути знижена для забезпечення належного розпилення, оскільки в іншому випадку це призведе до неповного згорання вуглецю і зрештою приведе до пошкодження двигуна. Рослинні олії можуть бути використані (до 100 %) у паливо для всіх дизельних двигунів (який був винайдений для цього виду палива), з незначними модифікаціями в питанні нагріву палива, чи без модифікації, змішуючи з дизпаливом загально в 30 % усіх транспортних засобів, і до 50 % залежно від випадку.
Необроблені олії, використовуються як паливо у мобільних чи стаціонарних дизельних двигунах. Як біопаливо, рослинні олії є одним з типів поновлюваних джерел енергії. Відмінністю необробленої олії як палива від біодизельного палива полягає в тому, що в останньому випадку  рослинні жири та олії були піддані переетерифікації (оброблені). Тобто, це, в одному випадку, сировина, яка використовується у виробництві біодизельного палива, в іншому — готове пальне, альтернатива біодизеля в тому числі.

## Історія

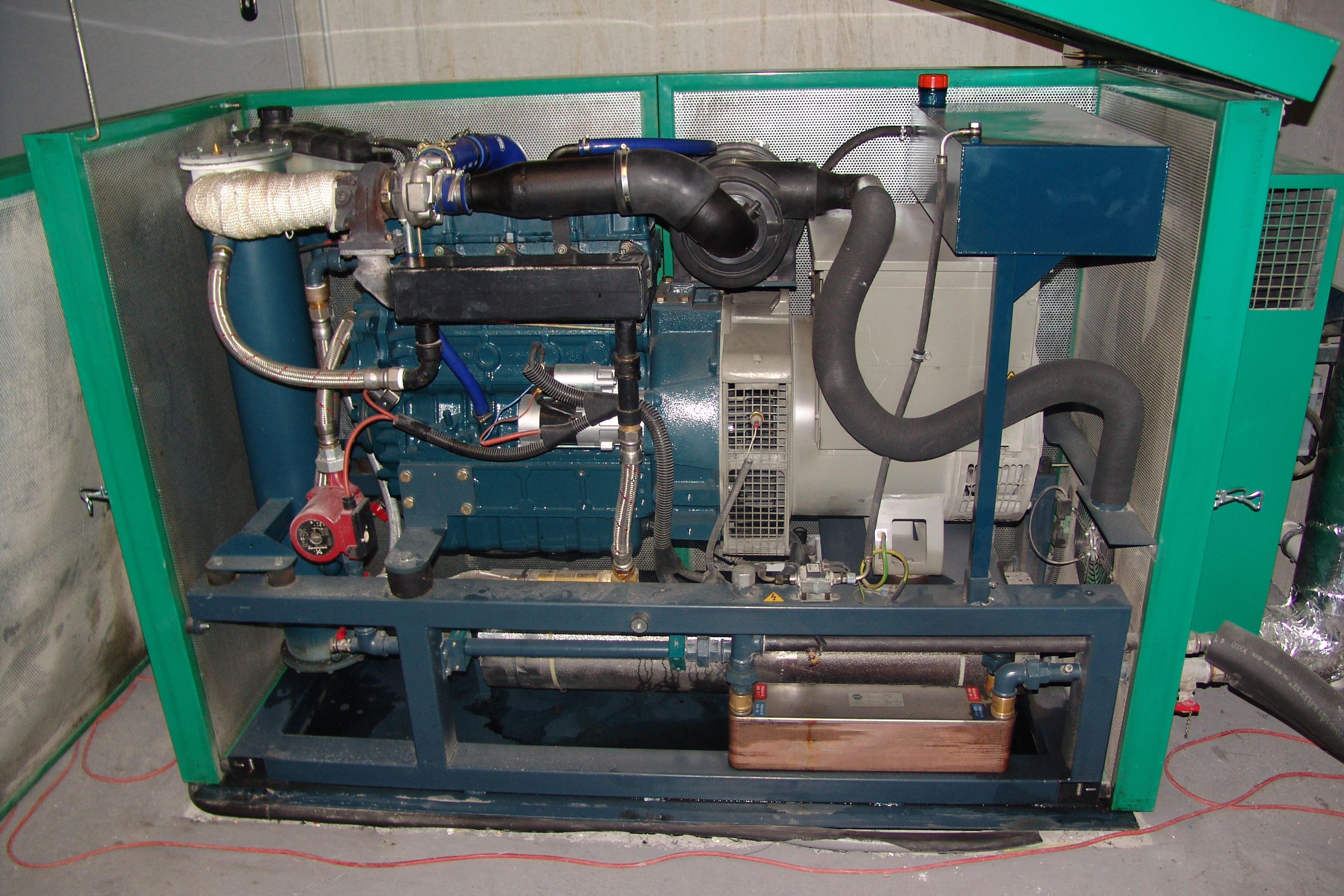
Міні ТЕЦ, яка працює на ріпаковій олії холодного віджиму

Ідея використовувати рослинні олії як моторне паливо належить Рудольфу Дизелю, винахіднику дизельного двигуна. Наявність дешевої нафти зробила рослинні олії дорожчою альтернативою протягом тривалого часу, через що ті не знаходять застосування як паливо.
Тільки після нафтових криз 1970-х років відбувалось збільшення пошуку альтернативних видів палива. Підвищення вимог до екології та обізнаність щодо захисту клімату наприкінці 20-го століття повертає назад в обговорення про поновлювані енергії.

### Дослідження
В Житомирському державному технічному університеті на дизельному двигуні автомобіля ГАЗ-33060 випробовувалась як паливо суміш із 15 % ріпакової олії і 85 % нафтового дизпалива. Було встановлено, що стабільність роботи на такій суміші не відрізняється від роботи на нафтовому дизпаливі.
За результатами досліджень Всеросійського науково-дослідного інституту механізації сільського господарства (м. Москва) при використанні суміші із 20 % ріпакової олії й 80 % нафтового дизпалива не потрібно виконувати переналагодження двигуна.

## Доступність

### Відновлені олії (побічні продукти галузей промисловості)
Починаючи з 2000 року, США виробляли понад 11 мільярдів літрів (2,9 млрд галонів США) переробленої олії на рік, в основному промисловими фритюрницями на картопляних заводах і ресторанах швидкого харчування. Якщо всі ці 11 мільярдів літрів можуть бути перероблені та використані для заміни кількості енергії нафтового еквівалента (ідеальний випадок), то майже 1 % від споживання нафти в США може бути компенсовано.